# 克洛弗·莫尔
克洛弗·玛格丽特·莫尔，AO（1945年10月22日—），旧姓柯林斯（英語：Collins），是澳大利亚政治家，自2004年至今担任悉尼市市长。 1988-2012年她曾先后代表布莱选区（1988-2007）和悉尼选区（2007-2012）任新南威尔士立法会的无党派议员。 莫尔是第一个民选的悉尼女市长。
由于一项新法案，自2012起州立法会议员不得兼任市议会职位，莫尔在连任悉尼市长后不得不辞任立法会议员（因此媒体认为这一法案就是专门针对克洛弗的），此前她已经担任了24年新南威尔士的立法会议员。在当年的议员补选中她支持独立候选人，澳大利亚婚姻平权团体成员亚历克斯·格林威治，协助后者赢得了压倒性的胜利。

## 生平
克洛弗·莫尔（旧姓柯林斯）出生于1945年，是弗朗西斯·柯林斯（Francis Collins）和凱瑟琳·柯林斯（Kathleen）的三個女兒的其中之一。
她在悉尼港以北的戈登区长大，曾在奇利比里洛雷托修女学院就读，后来进入悉尼大学学习教育学。1972年她与建筑师彼得·莫尔（Peter Moore）结婚，婚后二人搬到了伦敦居住，五年后迁居回悉尼的红坊区。1980年莫尔被选为南悉尼市议会（South Sydney Council）议员。

## 州议员生涯（1988-2012）
随着悉尼市议会与南悉尼市议会的合并，莫尔成为了悉尼市议员（1989年南悉尼市议会又重设）。在任内她的表现非常抢眼，不仅忠实地履行了市议员的责任，更致力于解决很多其他社区内的问题。截至1987年末，她的支持率超过了时任市长道格拉斯·萨瑟兰，非常有希望成为悉尼市有史以来第一任女市长。然而州政府突然解散了悉尼市议会，并派出专员接管了市政。莫尔决定以独立候选人的身份转战1988年的新南威尔士州立法会选举，在以微弱优势击败自由党的候选人迈克尔·雅博斯莱后获得了布莱选区议席。

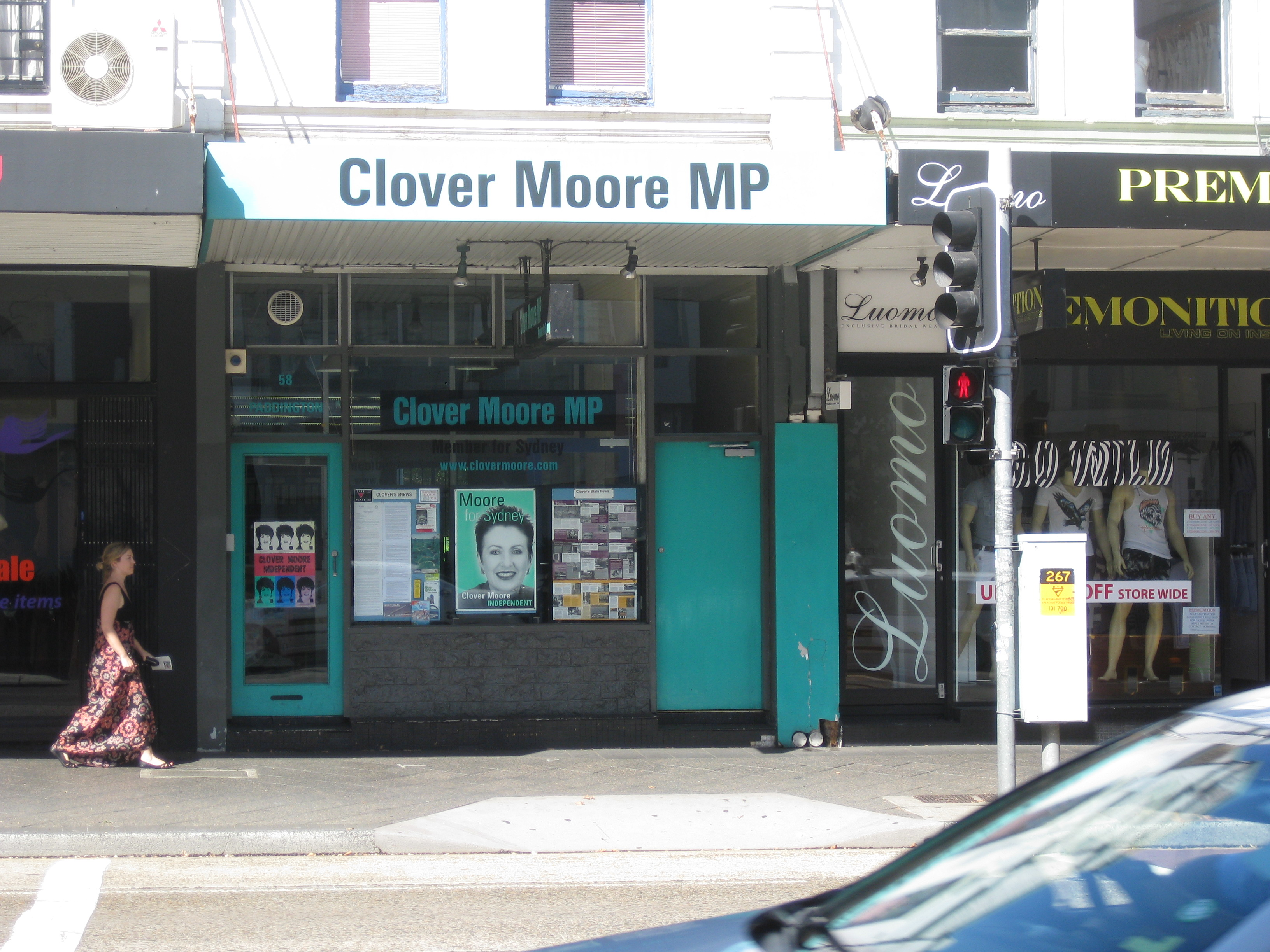
克洛弗·莫尔的选举办公室，2010年

1991年莫尔参与撰写了新南威尔士州政府改革方案。同年她连任州立法会议员，且支持率由上次的26.7%上升到了43%。同时由于保守派联盟在这次选举中未能取得半数席位，莫尔、彼得·麦克唐纳和托尼·温莎等无党派议员就成为了大党争取的对象。 1992年6月1日，新南威尔士州廉政公署发布了一份针对时任州长尼克·格雷纳的调查报告。在新州上诉法院尚未对这份报告作出裁决之前，莫尔就联合另外两名无党派议员在州议会外游行，威胁要撤回对少数派政府的支持。由于他们的施压，格雷纳不得不于6月24日辞职，而当时法院仍未作出最后判决。
在1995年，1999年和2003年的选举中莫尔都以较大优势连任。LGBT人群是莫尔的忠实支持者，悉尼LGBT狂欢节曾特别致谢她。
2007年选举之前选举委员会将布莱选区合并入新组建的悉尼选区，新选区覆盖了整个悉尼市中心。莫尔当选了新悉尼选区的第一任州立法会议员，并且得票率较上一次选举还有所增加。
莫尔和澳大利亚民主党在许多议题上观点一致。民主党曾经在州上院为她的一些法案助力；在2011年的州立法局选举中莫尔也为他们背书。

## 悉尼市市长（2004至今）
2004年初以鲍勃·卡尔为首的工党州政府突然再次合并了悉尼市议会和南悉尼市议会。这一举动如同晴天霹雳，就连时任市长露西·腾博（马尔科姆·腾博的妻子）也是从一份塞到她门里的传真中得知的。媒体认为工党这么做的意义在于将大片自己的票仓归入悉尼市，从而增加自己的候选人，前联邦部长迈克尔·李当选悉尼市市长的赢面。然而新增加的几个区中也包括了莫尔的票仓布莱。
腾博宣布自己将不寻求连任后，李一度似乎已经稳操胜券。随后，2月24日，莫尔加入了战局。虽然莫尔和腾博在政治观点上并不一致，她仍强烈谴责工党让一位民选的市长下台的举动，并称其解散议会为“不择手段的夺权行为”。次日《悉尼先驱晨报》就已经预言莫尔会成为李的主要对手。
莫尔反对发展的立场将工商业推到了李一边，但尽管如此她仍然笑到了最后，选票是李的两倍还多。在计票开始90分钟以后澳大利亚广播公司的选举分析员安东尼·格林就预言莫尔会轻松取胜。
尽管此前在四次州议会选举中莫尔都曾经声明不会为他人站台，在2004年的悉尼市议会选举中她还是打破了常规表态支持一组独立候选人。她的支持事后证明很关键，六位提名候选人中有四位——约翰·麦金纳尼，罗宾·凯米斯，玛塞尔·霍夫和菲利普·布莱克——入选市议会。
2008年莫尔成功连任悉尼市市长。 2012年她虽然继续连任，但得票率有所下降，为51.1%。 在2016年的选举中她再次连任，并且得票率较上次上涨了八个百分点，为59.1%。
在推进悉尼内城区建设多条自行车道之后，莫尔以身作则，带头参与“骑车上班日”，结果2010年10月下车时摔断了脚踝，此后一段时间内不得不以轮椅代步。

### 立法活动
莫尔设立了“克洛弗·莫尔市长薪资信托基金”以帮助市里的弱势群体并提高动物福利。截至2014年10月基金会共作出慈善捐款总计123万澳元。
2006年莫尔团队提出的要求政府公开与私营部门的合同的议案被两院一致通过。

### 能源效率活动
在莫尔的治下，悉尼市提出了到2030年减少碳排放70%的目标。到目前为止才去的行动包括：设立自行车道，鼓励混合动力车，种植10,000棵树，设立600个共享汽车区，在建筑顶部安装截至目前最大的太阳能光伏发电系统，在11个主要公园安装雨水收集系统，以及投票设立两座新的热电联产厂。

### 建筑和基础设施
在市长任期内，莫尔完成了以下建筑和基础设施的建设：
- 伊恩·索普水上运动中心 （前名"乌尔蒂莫水上运动中心"），哈里·塞德勒设计。
- 悉尼市图书馆萨里山分馆， FJMT工作室[18]
- 帕丁顿保护区公园，TZG工作室
- 红坊公园，BVN工作室
- 雷金纳德·巴特利运动场翻修，拉克斯特+史蒂文森工作室[19]
- 皮拉玛公园，ASPECT工作室[20]
- 阿尔弗雷德王子公园翻新，瑞秋·尼森和尼克·默克特
- 伯顿会幕教堂改建为会幕剧院
- 若干其他公园
- 市内自行车道系统

### 争议
2007年10月27日莫尔提出一项非行政议案，建议禁止在新南威尔士州的宠物店中出售狗、猫及其他动物，以及禁止繁育新犬种。宠物行业协会立刻上书议会反对这项立法。 澳大利亚防止虐待动物协会则对此表示欣赏。
另一方面，在悉尼市内建设自行车道挤占了停车位，其高昂的成本也令许多市民不满。学校等团体则对自行车道表示支持。布克街的自行车道2012年获得了悉尼设计奖。
2014年2017年间，计划安装在乔治街上的雕塑“云拱门”的预算从350万澳元增加到1130万澳元。 除了严重超支，其重新设计的造型也被人诟病为与城市的美感不符。